# 野田三郎
野田 三郎（のだ さぶろう、1879年〈明治12年〉2月5日 - 没年不明）は、日本の篤農家、新潟県多額納税者、地主。族籍は新潟県平民。

## 人物
新潟県北蒲原郡水原町（現・阿賀野市）出身。野田三郎の五男。1906年、家督を相続し前名・又五郎を改め襲名する。農業を営む。貴族院多額納税者議員選挙の互選資格を有する。住所は新潟県北蒲原郡水原町（現・阿賀野市）。

## 家族
野田家
- 妻・マサ（1879年 - ?、新潟、服部幾七の三女）[4]
- 息子[4]
- 娘[4]